# Bryconamericus ecai
Bryconamericus ecai är en fiskart som beskrevs av Da Silva 2004. Bryconamericus ecai ingår i släktet Bryconamericus och familjen Characidae. Inga underarter finns listade.